# Rete tranviaria di Belgrado
La rete tranviaria di Belgrado è la rete tranviaria che serve la capitale serba di Belgrado. È composta da dodici linee.